# Juan Manuel Vargas
Juan Manuel Vargas Risco (Magdalena del Mar, 5 de outubro de 1983) é um ex-futebolista peruano que atuava como meia e lateral-esquerdo.[carece de fontes?] Começou nas divisões menores do Universitario de Deportes com o qual estreou na Primeira Divisão na temporada de 2002, na qual conquistou o título do Torneio Apertura. Ele fez sua estreia com a seleção peruana de futebol em uma partida contra o Paraguai em 13 de outubro de 2004. Com o Peru disputou a Copa América 2011 realizada na Argentina e a Copa América 2015 no Chile.

## Carreira
Vargas começou sua carreira como jogador de futebol nas divisões menores do Club Universitario de Deportes. Estreou-se oficialmente no Universitario no dia 24 de novembro do mesmo ano em partida contra o Cienciano no Estádio Monumental que terminou com o placar de 3 a 2 a favor dos cusqueños.
Vargas fez parte do elenco da Seleção Peruana de Futebol da Copa América de 2011.